# International Mind Sports Association
Die International Mind Sports Association (IMSA) ist ein 2005 gegründeter Dachverband für Denksportspiele.
Die IMSA wurde durch die Weltverbände World Bridge Federation (Bridge), die FIDE Schach, die World Draughts Federation (Dame), die International Go Federation Go am 19. April 2005 gegründet. Im Jahr 2015 wurde die World Xiangqi Federation (Xiangqi) als fünfter und am 7. April 2017 die Mahjong International League als sechster  Mitgliedsverband aufgenommen. Sie ist Mitglied der Dachorganisation der Sportverbände Sportaccord (früher General Association of International Sports Federations GAISF).
Die International Federation of Poker hat seit dem 30. April 2010 einen Beobachterstatus bei der IMSA. Mahjong, vertreten durch die Mahjong International League, hatte in der Zeit von April 2016 bis April 2017 Beobachterstatus und wurde dann als sechstes Mitglied aufgenommen.
Ihre Gründung erfolgte mit dem Ziel, für alle Mitgliedsverbände gemeinsame Wettkämpfe, die sogenannten Weltdenksportspiele zu veranstalten, insbesondere eine den Olympischen Spielen ähnliche Veranstaltung in Kooperation mit dem Internationalen Olympischen Komitee (IOC). Die ersten Weltdenksportspiele (1st World Mind Sports Games) wurden im Oktober 2008 in Peking ausgetragen. Neben den vier damaligen Mitgliedsverbänden, war auch die chinesische Variante des Schachs, Xiangqi vertreten. Im Jahr 2012 fanden die 2. Weltdenksportspiele vom 9. bis 23. August 2012 in Lille statt.

## Mitgliedsverbände
- World Bridge Federation (WBF) – Bridge (Seit 2005)
- World Draughts Federation (FMJD) – Dame (Seit 2005)
- International Go Federation (IGF) – Go (Seit 2005)
- World Chess Federation (FIDE) – Schach (Seit 2005)
- World Xiangqi Federation (WXF) – Xiangqi (Seit 2015)
- Mahjong International League (MIL) – Mahjong (Seit 2017)
- Federation of Card Games (FCG) – Kartenspiel (Seit 2018)